# Iulia Putințeva
Iulia Antonovna Putințeva (în rusă Ю́лия Анто́новна Пути́нцева; n. 7 ianuarie 1995, Moscova, Rusia) este o jucătoare profesionistă de tenis din Kazahstan, născută în Rusia. A ajuns de trei ori în sferturi de finală de Grand Slam, de două ori la French Open și o dată la US Open. Cea mai bună clasare a sa la simplu este locul 23 mondial, în ianuarie 2025. Până acum, a câștigat trei titluri la simplu în turneul WTA. Înainte de iunie 2012, ea a jucat pentru țara ei natală, Rusia.